# Tinotus parvicornis
Tinotus parvicornis är en skalbaggsart som beskrevs av Thomas Casey 1911. Tinotus parvicornis ingår i släktet Tinotus och familjen kortvingar. Inga underarter finns listade i Catalogue of Life.